# Diagonal Mar et Front Maritime du Poblenou
Pour les articles homonymes, voir Poblenou (homonymie).
Diagonal Mar et Front maritime du Poblenou (officiellement Diagonal Mar i el Front Marítim del Poblenou) est un quartier du district de Sant Martí de la ville de Barcelone.
Il est l'objet d'une grande opération d'aménagement urbain au début des années 2000, dans le cadre du Forum universel des cultures qui s'est tenu en 2004.

## Situation géographique
Le quartier est situé entre les quartiers du Besòs i el Maresme et du Poblenou. Il est localisé à la fin de l'avenue Diagonale, vers la mer, avec les plages de la Mar Bella, le parc del Forum et la "zone de bains" (zona de banys) de l'architecte catalane Beth Gali.

## Histoire
Le quartier est le site historique de l'entreprise ferroviaire de la MACOSA (également appelée Can Girona). En 2004, les célébrations du Forum universel des cultures, organisées par la Mairie de Barcelone, donnent lieu à une révolution urbanistique du quartier et à une gentrification.
Un centre commercial éponyme, propriété de la Deutsche Bank, et un grand jardin public de 14 hectares géré par la mairie de Barcelone, sont créés, ainsi que plusieurs gratte-ciel, dont l'hôtel Barcelona Princess, œuvre de l'architecte Òscar Tusquets.

## Mémoire
- Le camp de la Bota, lieu d'exécution sous la dictature franquiste, où ont notamment été assassinés Carme Claramunt en 1939 et Numen Mestre en 1949, est aujourd'hui un mémorial, situé dans le quartier[8].

## Galerie

Le quartier de Diagonal Mar
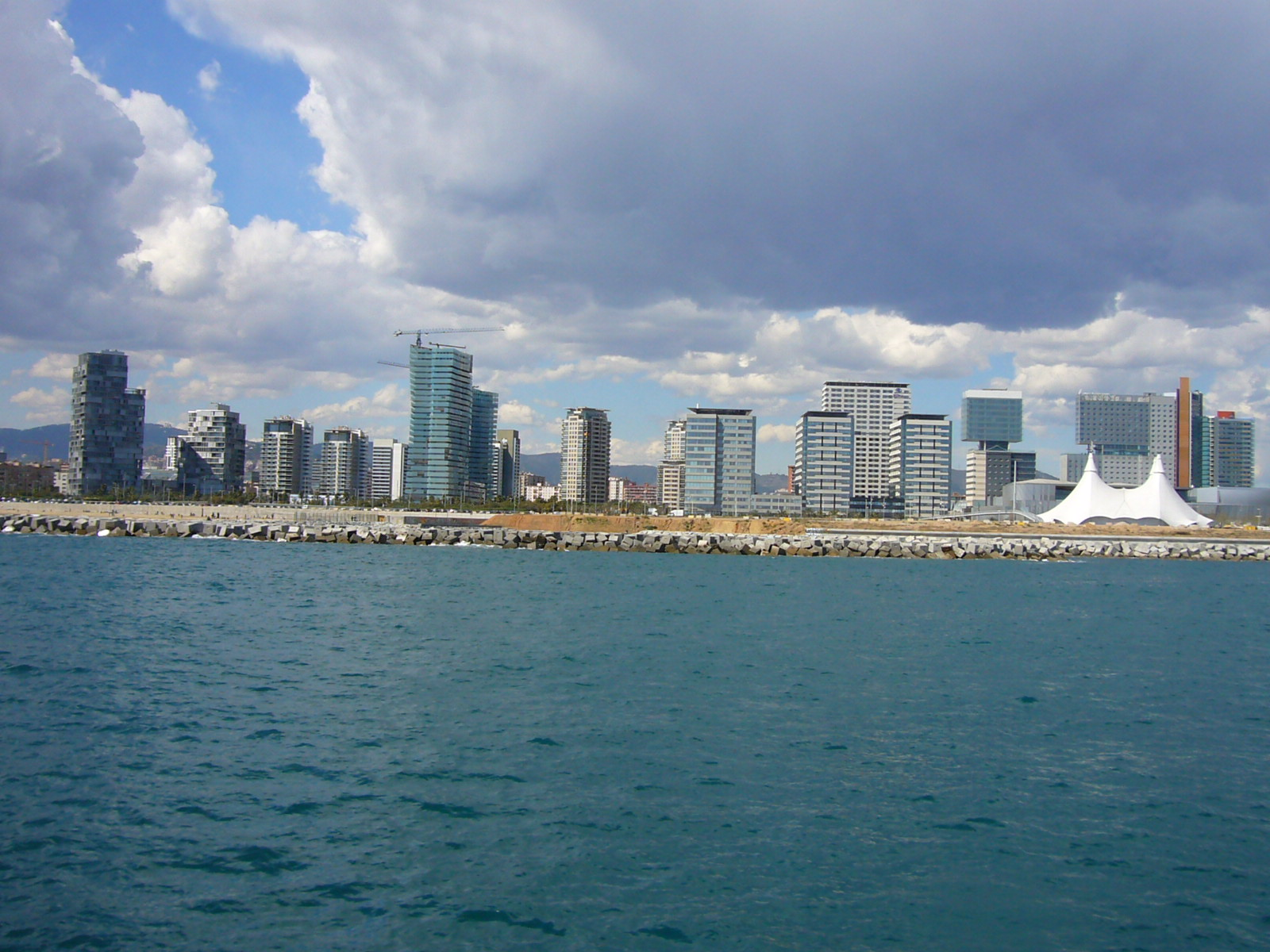
Le quartier Diagonal Mar, vu depuis la mer.
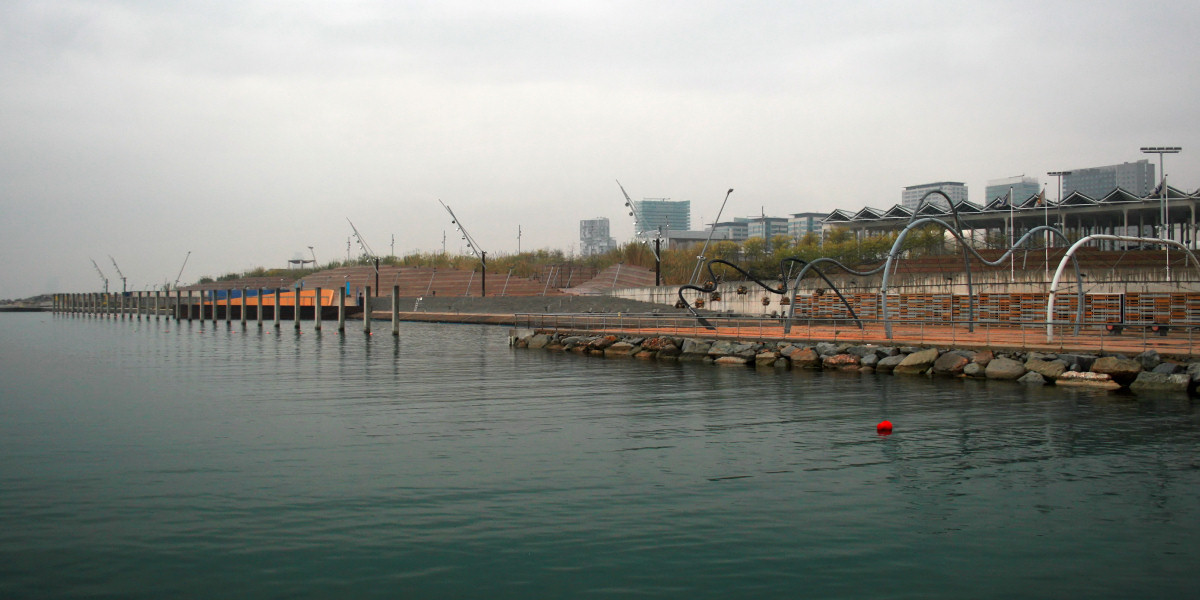
La zone de bains, œuvre de l'architecte Beth Galí.
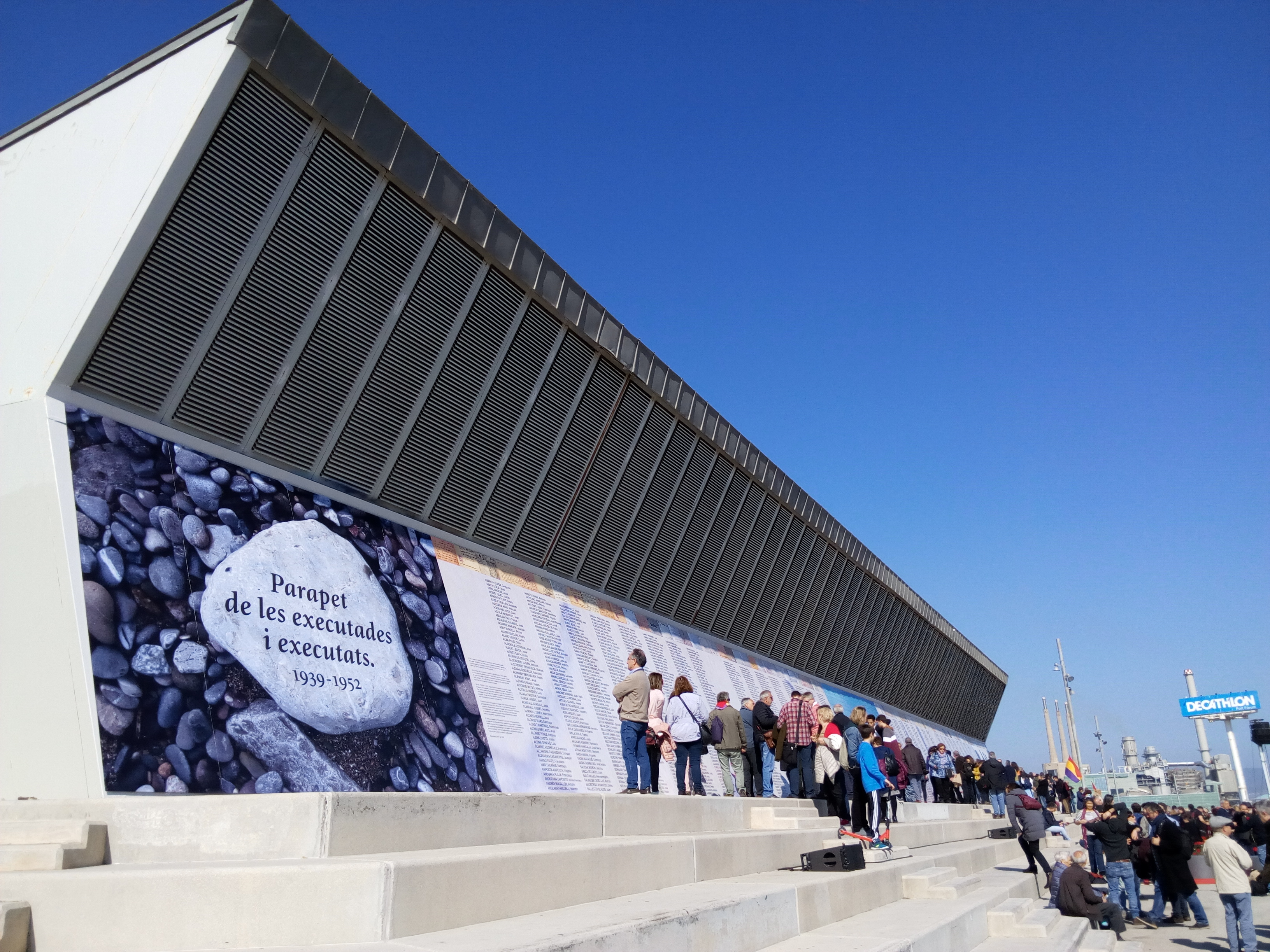
Le Parapet des exécutés, œuvre de l'artiste Francesc Abad.
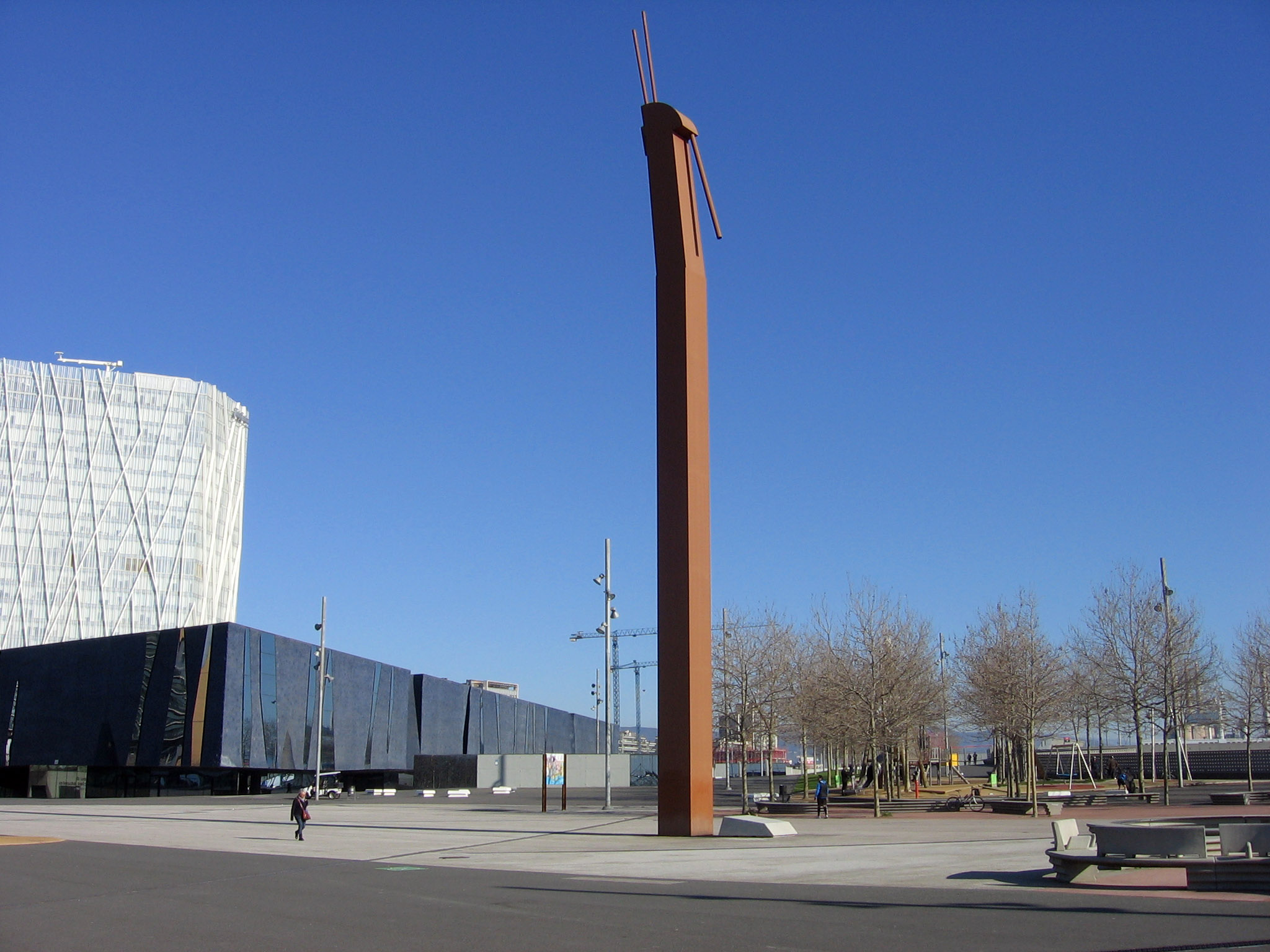
Fraternitat, œuvre du sculpteur Miquel Navarro.
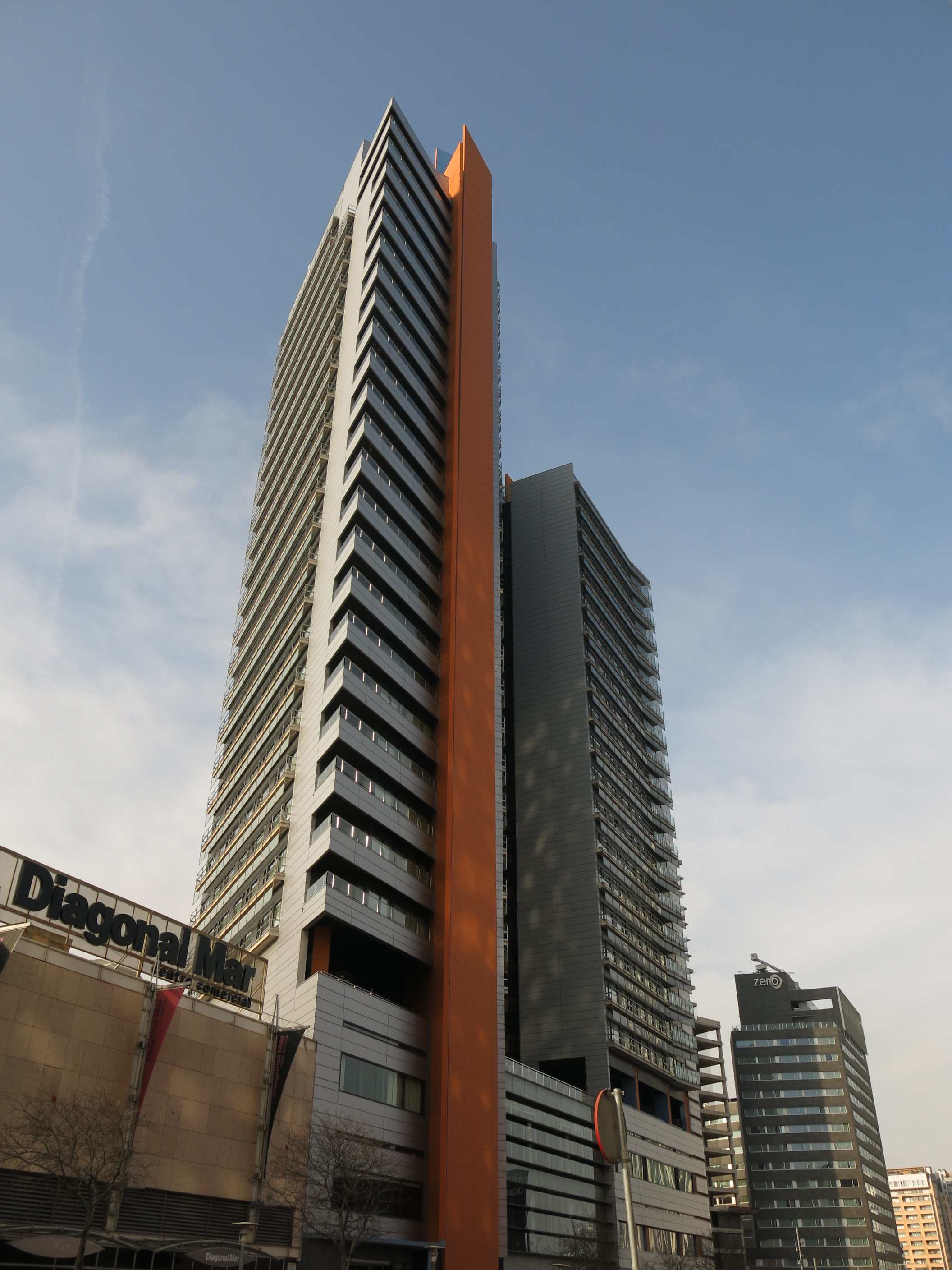
L'hôtel Barcelona Princess d'Òscar Tusquets.
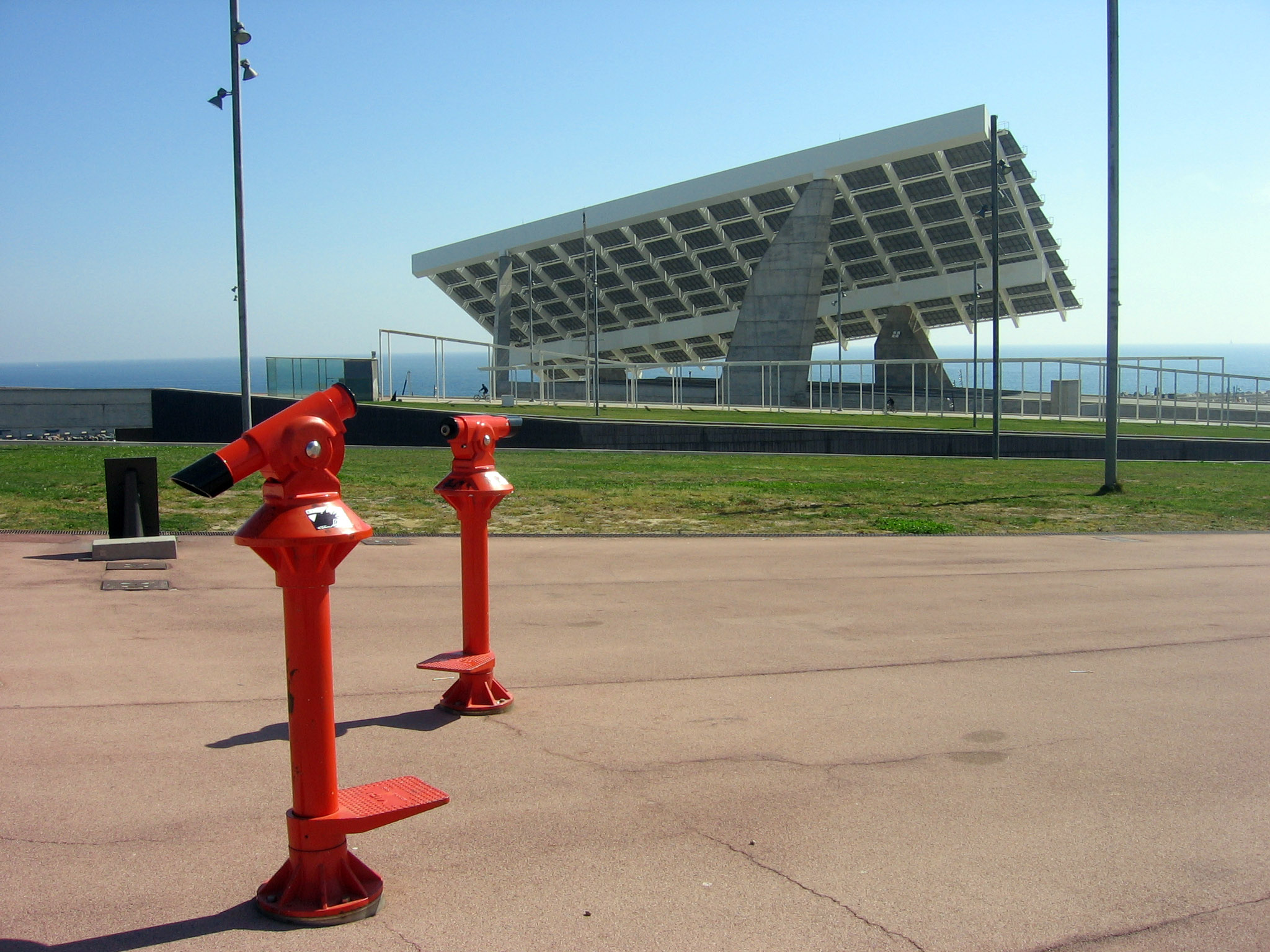
Aquí hay tomate (2004), installation artistique et touristique d'Eulàlia Valldosera.